# Centre de ressources, d'expertise et de performance sportive de Poitiers
Le centre de ressources, d'expertise et de performance sportive de Poitiers est l'un des établissements publics nationaux du ministère des Sports.

## Situation
Situé à Vouneuil-sous-Biard, à 10 kilomètres de Poitiers, le CREPS est installé dans le château de Boivre, au cœur d'un terrain boisé de 42 hectares.

## Histoire

### Création
Le CREPS de Poitiers a été fondé en 1941 sous le nom de Centre régional d'éducation générale et sportive (CREGS), sous l'impulsion du Commissariat Général à l'éducation générale et aux sports de Jean Borotra. Poitiers est choisie, avec sept autres villes de la zone occupée (Bordeaux, Caen, Dijon, Reims, Rennes, Lille, Nancy), pour accueillir ces nouveaux centres, chargés d'appuyer la politique éducative et sportive du régime de Vichy.
Ville universitaire, Poitiers apparaît comme un exception pour Jean-Louis Gay-Lescot puisque la ville ne disposait pas d'Institut régional d'éducation physique, propre à toutes les autres villes choisies. Le centre ouvre officiellement le 5 mai 1941. Le premier directeur du CREGS est nommé le 11 juin 1941 en la personne de Jean Marot, directeur de l'École normale d'instituteurs de Poitiers.
À peine créé, le CREGS de Poitiers doit accueillir ses premiers stagiaires en septembre 1941, non sans difficultés. Le centre est éclaté entre plusieurs points du centre-ville de Poitiers : l'essentiel des cours se déroulent dans l'Hôtel d'Estissac, rue de la Tranchée et dans les rares terrains sportifs aux alentours de la ville (stade Paul-Rébeilleau), la direction est installée rue de l'Ancienne-Comédie, près de l'hôtel de Ville et les dortoirs près de l'église Saint-Hilaire.

### Installation au Château de Boivre
Le Commissariat, avec l'aide de la loi du 18 juillet 1941 sur l'expropriation pour utilité publique des installations d'éducation générale ou sportive, va se lancer à la recherche d'un nouveau centre pour faciliter l'accueil et l'organisation des stages. Le château de Boivre est choisi et devient propriété de l'État après l'expropriation des anciens propriétaires le 18 juillet 1942. Le CREGS double sa capacité d'accueil et le Commissariat propose un projet d'aménagement ambitieux et monumental pour remplacer le vieux château du XIXe siècle, ravagé par un incendie dans les années 1930. Néanmoins, les rigueurs de la guerre vont empêcher la réalisation de ces projets et aggraver le manque de matériel et de ressources du Centre. La radicalisation du Commissariat est marquée par l'arrivée de Joseph Pascot en 1942. Les administrations sont restructurées et les centres perdent en autonomie dans la formation et les programmes des stages.
Dans la nuit du 12 au 13 juin 1944, le centre est bombardé par la Royal Air Force, qui a largué près de 1 800 bombes sur la gare de Poitiers, ses alentours et la vallée de la Boivre, dans le but de ralentir la division Das Reich. Les stages de l'été sont annulés. Le château de Boivre a probablement été bombardé car il accueillait des soldats allemands, qui avaient réquisitionné le domaine, depuis plusieurs jours. Après la libération de Poitiers le 5 septembre, le groupe "Jacky" des Forces françaises de l'intérieur réquisitionne le château de Boivre pendant jusqu'en novembre 1944.

### Après-guerre
Après la Libération, Jean Marot est suspendu de ses fonctions de directeur. Un certain Monteil, assure l'intérim jusqu'à la nomination de Justin Teissié, au début de l'année 1945. Ancien adjoint de Jean Marot, il met en pratique plusieurs de ses idées pour l'enseignement du sport et assure l'ancrage territorial du centre auprès du tissu associatif local grâce aux nouvelles missions des Centres régionaux d'éducation physique et sportive, nouveau nom des CREGS dès 1946. En 1948, le centre de Romagne, annexe de Poitiers ouverte en 1943, ferme.

### Fin duXXesiècleetXXIesiècle
De la fin de la guerre au début des années 1970, le domaine perd près de la moitié de sa superficie. En 1978, le centre accueille sa première structure de formation permanente (sport-études) de tennis. Dans les années 1980, le CREPS de Poitiers accueille plusieurs centres permanents d'entraînement et de formation (CPEF) : judo (1985), natation (1986) et athlétisme (1987). Le centre accueille aussi le pôle France (pôle national d'excellence sportive) de canoë-kayak dès 1987.
Les années 2000 et 2010 voient d'anciens pensionnaires du CREPS de Poitiers briller au plus haut-niveau du sport mondial. Le centre s'ouvre peu à peu vers le sport adapté et devient un pôle majeur de la pratique en France. En 2008, le centre est menacé de fermeture en raison de la révision générale des politiques publiques (RGPP).

## Missions
À l'instar des autres CREPS, celui de Poitiers assure les missions suivantes :
- assurer, en lien avec les fédérations sportives, la préparation des sportifs de haut niveau et mettre en œuvre le projet de vie des sportifs et entraîneurs par la recherche de la performance sportive, la réussite scolaire, universitaire et professionnelle ainsi que l'épanouissement personnel ;
- organiser la formation professionnelle, initiale ou continue dans les domaines des activités physiques ou sportives et de l'animation, dans les secteurs où l'offre de formation privée (associative ou commerciale) est insuffisante.

Dans une moindre mesure, le CREPS de Poitiers assure l'animation sur les territoires en lien avec les collectivités locales, la formations des cadres fédéraux agréés, des agents publics ou des bénévoles et salariés d'associations ainsi que la formation à l'obtention de titres et de diplômes non-professionnels dans le secteur des activités physiques, sportives et de l'animation.

## Anciens pensionnaires
- Marie-Claire Restoux, judo.
- Arnaud Di Pasquale, tennis.
- Renaud Lavillenie, athlétisme (saut à la perche).
- Jo-Wilfried Tsonga, tennis.
- Pascal Pereira-Leal, tennis de table.
- Julien Benneteau, tennis.
- Pierre Vincent, basket-ball.